# 아바이 쿠난바이울리

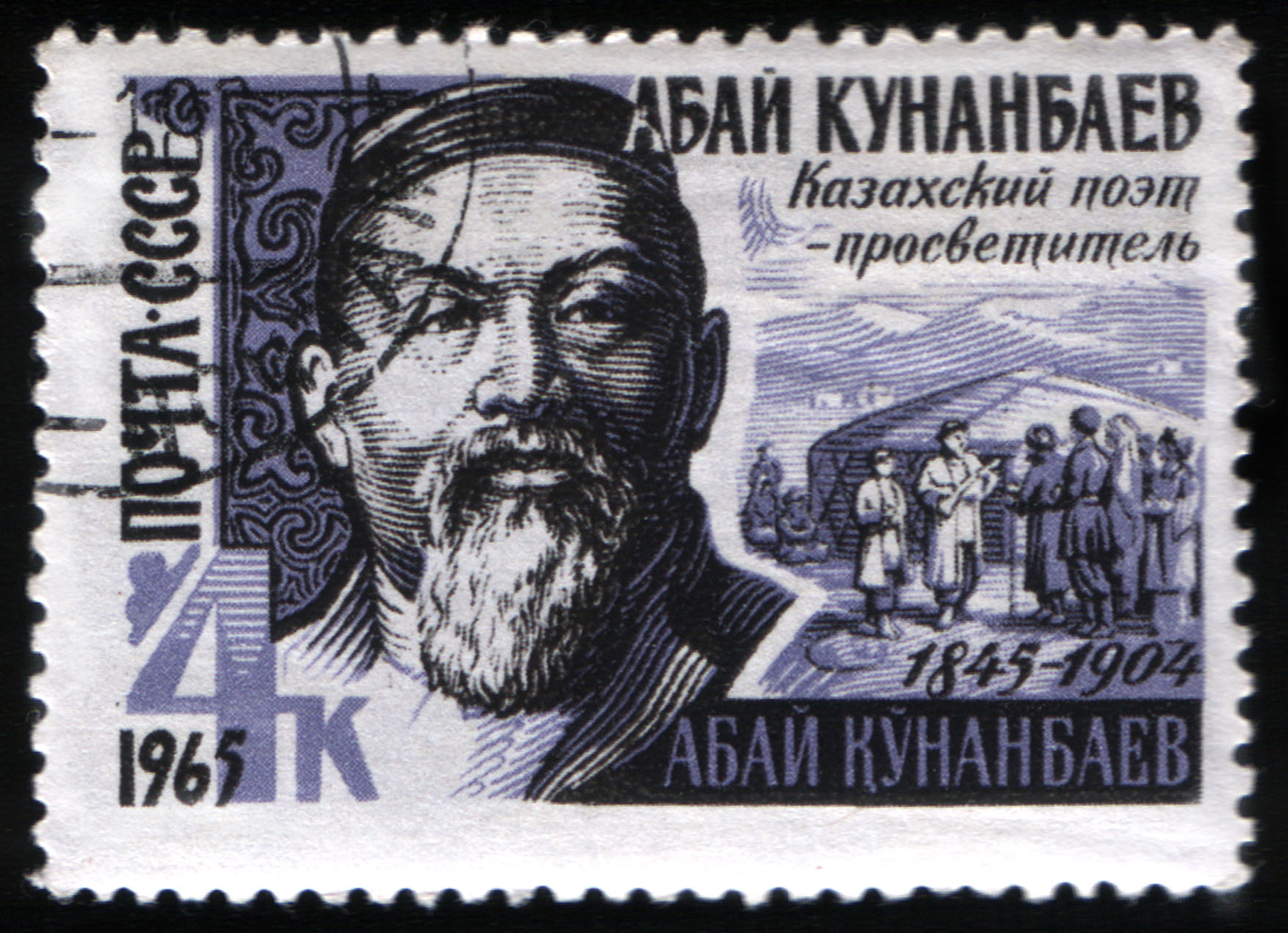
1965년에 아바이 쿠난바이울리를 소재로 발행한 소련 우표

아바이 (이브라힘) 쿠난바이울리(카자흐어: Абай (Ибраһим) Құнанбайұлы / Abai (Ibrahim) Qunanbaiuly, 1845년 8월 10일 ~ 1904년 7월 6일)는 카자흐스탄의 시인, 작곡가, 번역가, 철학자이다. 유럽과 러시아 문화를 바탕으로 한 이슬람교를 원칙으로 한 문화 개혁자로도 알려져 있다. 러시아어 이름인 아바이 쿠난바예프(러시아어: Абай Кунанбаев)라는 이름으로 알려져 있으며 카자흐스탄에서는 "아바이"라고 부르기도 한다.

## 생애
현재의 카자흐스탄 동카자흐스탄주의 카라우일 마을에서 태어났다. 마드라사에서 물라로 근무하던 아흐메드 리자로부터 가르침을 받았고 청년 시절에는 아버지의 경제적 지위를 따라 러시아의 학교에 재학했다. 세미팔라틴스크 학교에서 미하일 레르몬토프, 알렉산드르 푸시킨의 작품을 접했다.
아바이 쿠난바이울리의 작품은 카자흐스탄의 문화, 민속학에서 큰 영향을 주었고 카자흐스탄의 위대한 민족주의를 탄생시켰다는 평가를 받고 있다. 아바이 쿠난바이울리가 등장하기 이전에 존재했던 카자흐스탄의 시는 거의 대부분이 구전 문예였는데 이는 유목 생활을 하던 카자흐인들의 생활 습관이 반영되었기 때문이다.
아바이 쿠난바이울리가 살아있던 동안에 카자흐스탄에서는 중요한 정치적, 경제적, 사회적 변화가 일어나게 된다. 카자흐스탄에서 러시아의 영향력이 확대되면서 러시아, 서양, 아시아의 서로 다른 철학이 결합되었고 교육을 받을 기회가 확대되었다. 아바이 쿠난바이울리는 새롭게 개방된 지역의 문화적, 철학적 역사에 기여했다. 아바이 쿠난바이울리의 창조적인 시는 교육을 받은 카자흐인의 철학적 사고에 영향을 미쳤다.
아바이 쿠난바이울리는 미하일 레르몬토프, 요한 볼프강 폰 괴테, 조지 고든 바이런의 시, 이반 크릴로프의 우화, 알렉산드르 푸시킨의 소설 《예브게니 오네긴》을 비롯한 러시아와 유럽 작가들의 작품을 카자흐어로 번역했다. 아바이 쿠난바이울리의 주요 작품인 《단어의 책》(카자흐어: қара сөздері / Qara sózderi)은 카자흐인들이 빈곤, 노예화, 부패를 근절하기 위해 교육, 문맹 퇴치, 훌륭한 도덕적 성격을 받아들이도록 격려하는 철학적인 내용이 담긴 논문이자 시집이다.
20세기 카자흐스탄을 중심으로 일어난 알라시 운동의 지도자들은 아바이 쿠난바이울리에 대해 자신들을 감화시킨 정신적 선인으로 평가했다. 현대 카자흐스탄인들 사이에서는 카자흐스탄의 민족 의식에 대한 사회적 각성을 일깨운 최초의 민족적 영웅으로 여겨지고 있다. 카자흐스탄의 여러 도시에는 아바이 쿠난바이울리의 동상이 건립되어 있다.